# Mycosphaerella moquileae
Mycosphaerella moquileae är en svampart som beskrevs av Bat. 1956. Mycosphaerella moquileae ingår i släktet Mycosphaerella och familjen Mycosphaerellaceae.   Inga underarter finns listade i Catalogue of Life.